# Nordkalk

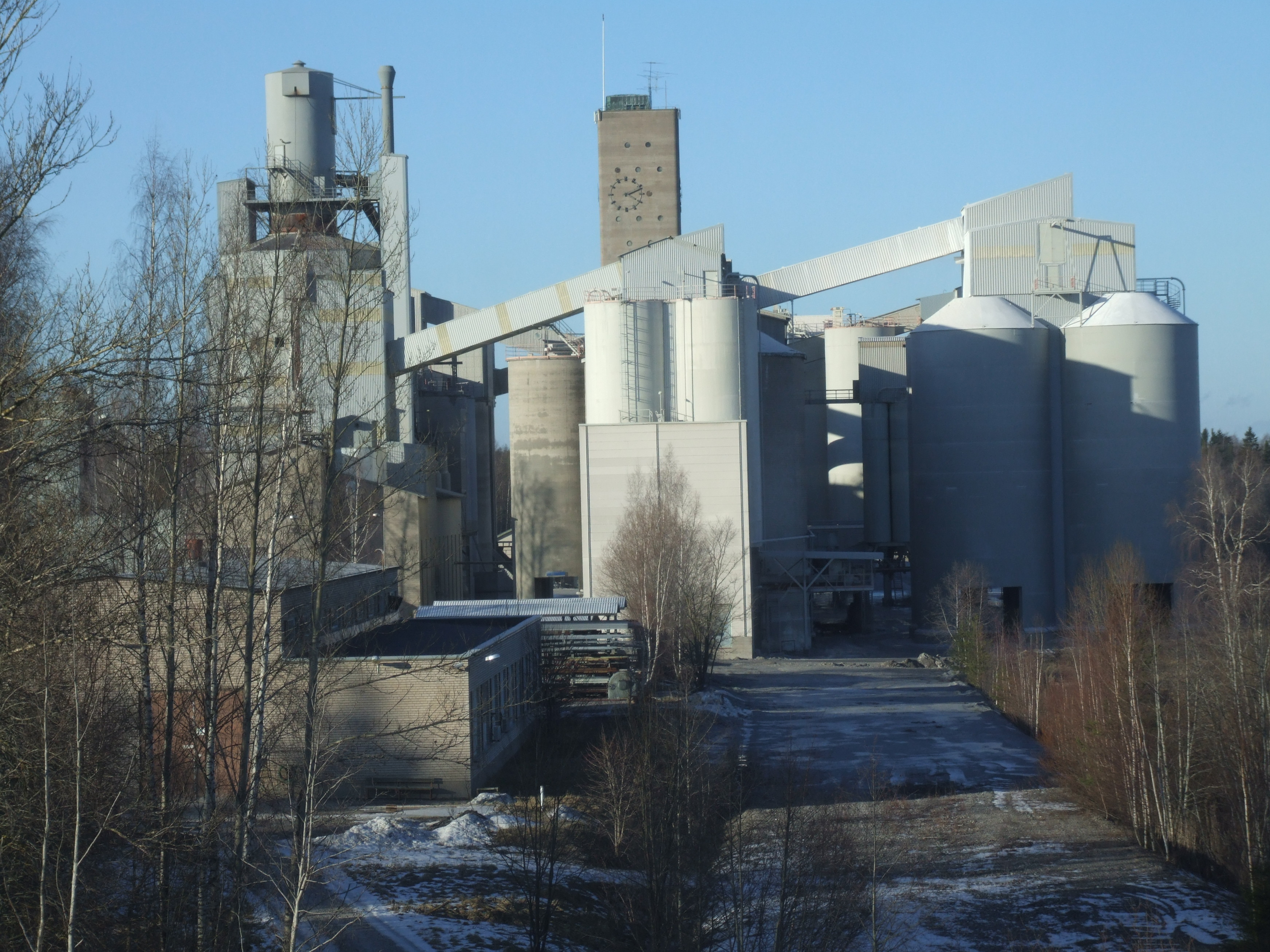
Tytyri gruva i Lojo i Finland

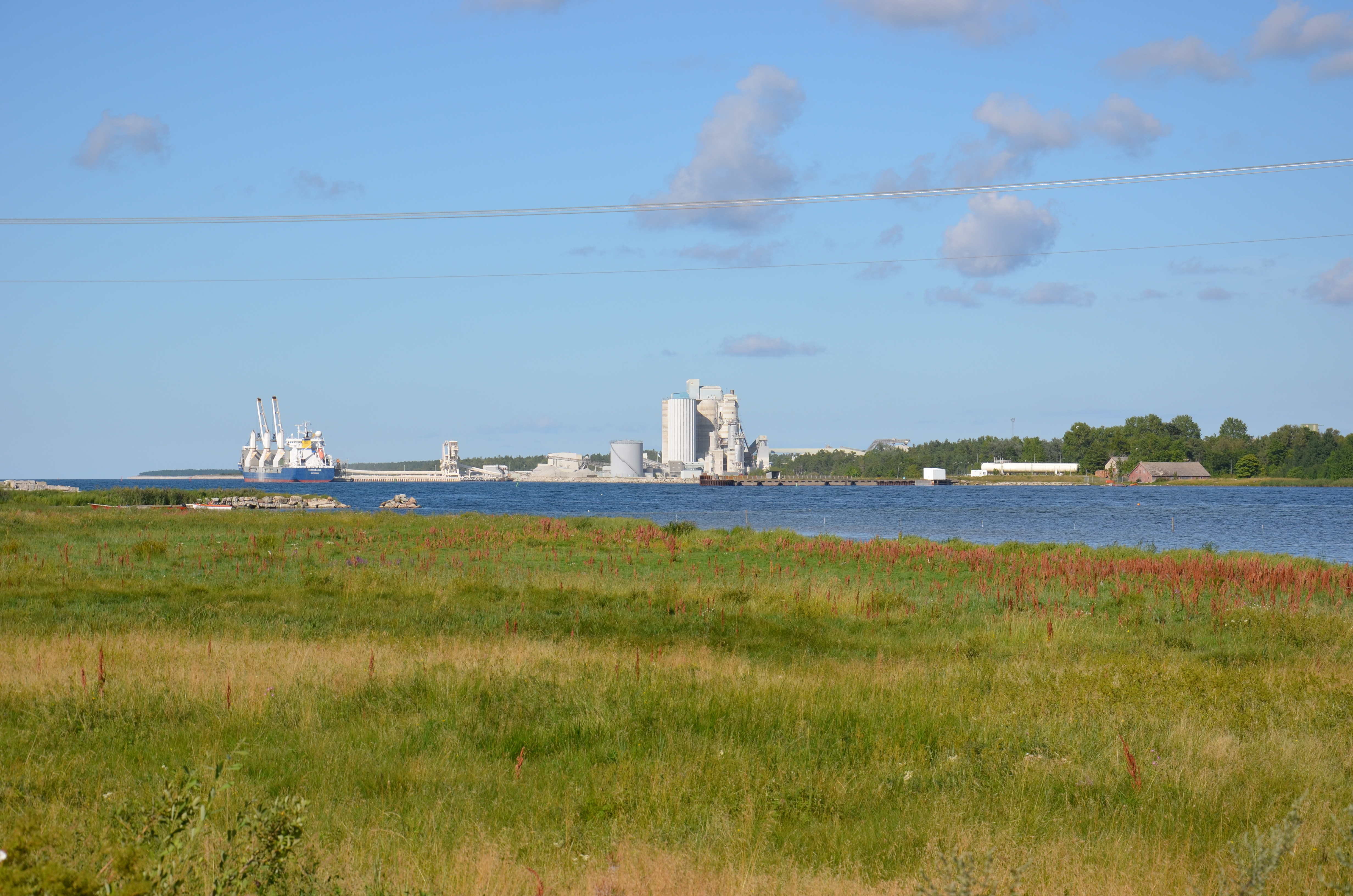
Nordkalks anläggning i Storugns på Gotland

Nordkalk är ett finländskt kalkindustriföretag, med tillverkning av kalkstenbaserade produkter och verksamhet i nio länder på över trettio orter. Nordkalks produkter används bland annat inom pappers-, stål- och byggmaterialindustrin samt för miljövård och lantbruk.

## Historik
Kalksten har brutits i Pargas i Finland från 1600-talet, möjligen redan på 1300-talet. År 1898 grundades Pargas Kalkbergs Aktiebolag, som senare blev Partek, vilken länge var den ledande cementtillverkaren i Finland. I början av 1980-talet införlivades den största kalkstensfyndigheten i Norden, Storugns på Gotland, genom grundandet av ett joint ventureföretag med Euroc Mineral. Bolagiseringen av kalkverksamheten genomfördes i augusti 1991, då Nordkalk Oy Ab grundades. Genom företagsförvärv uppnådde Parteks dotterbolag Nordkalk en ledande position i både Finland och Sverige. År 2002 köpte NK-Holding hela aktiestocken i Nordkalk Oyj Abp och 2004 införlivades Nordkalk Oyj Abp in i NK-Holding Oy Ab. Samtidigt ändrades NK-Holdings namn till Nordkalk Oyj Abp. I augusti 2010 köpte Rettig Group hela aktiestocken i Nordkalk, vilket därmed blev ett helägt dotterföretag inom Rettig-koncernen.

## Kontroversen på Gotland
Under sommaren 2012 fick företaget stor medial uppmärksamhet efter att ha sökt tillstånd för att öppna en ny kalktäkt i Bunge Ducker på norra Gotland.  Den nya kalktäkten ligger mitt i ett område föreslaget att bli nationalpark (Ojnareskogen och Bästeträsk) och det fanns frågetecken om hur hydrologin på norra Gotland skulle påverkas. Förslaget mötte stor kritik från miljö- och naturskyddsorganisationer, en stor del av lokalbefolkningen, samt från Naturvårdsverket, bland annat genom demonstrationer, aktioner och namninsamlingar. På grund av att det var ett komplicerat fall blev det flera turer i mark- och miljödomstolarna.
31 augusti 2015 beslutade regeringen att området skulle bli ett Natura 2000-område. Högsta förvaltningsdomstolen beslutade i oktober 2016 att regeringens beslut inte skulle träda ikraft förrän rättsprocessen var avslutad. 2017 meddelade dock Högsta förvaltningsdomstolen att regeringens beslut att utvidga Natura 2000-området att innefatta Ojnareskogen var riktigt. I september 2018 meddelade Mark- och miljööverdomstolen att den inte ger Nordkalk tillstånd att bryta kalk i området efter en ny prövning. I april 2019 beslutade Högsta domstolen att inte ge prövningstillstånd för Nordkalks överklagan och därmed var rättsprocessen slut.  I september 2019 kom beskedet att Nordkalk inte kommer att ta processen vidare till Europadomstolen och att planerna på brytning av kalksten i området läggs ner.

## Olycka i Luleå
Klockan 23.30 den 1 november 2011 skedde en allvarlig olycka på Nordkalks anläggning på SSAB-området i Luleå. Två personer, som var inhyrda av entreprenörer, skadades svårt under arbetet, varav en avled senare.
En arbetsledare dömdes för arbetsmiljöbrott och Nordkalk fick en företagsbot på tre miljoner kronor.

## Produkter
Nordkalks produktgrupper är:
- Kalkstensprodukter (kalcit eller kalciumkarbonat och dolomit)
- Bränd kalk (kalciumoxid) och släckt kalk (kalciumhydroxid)
- Råmaterial för papperspigment (anrikad kalcit och bränd kalk)
- Wollastonit
- Specialprodukter

## Produktionsställen i Finland
- Pargas (huvudkontor, Pargas kalkgruva, malning, kalkugn, hamn)
- Lojo (Tytyri gruva med kalktäkt, underjordsgruva, kalkugn, anläggning för malning och släckning)
- Villmanstrand (kalktäkt, malning)
- Kolari (urdrifttagen kalktäkt)
- Siikais (kalktäkt, malning)
- Sibbo (underjordsgruva, malning, hamn]

## Produktionsställen i Sverige
- Storugns (Klinthagentäkten, kalkugn, hamn)
- Köping (Forsby marmorbrott[7] som är ett dagbrott cirka 4 mil söderut, kalkugn, anläggning för malning och släckning, )
- Ignaberga (kalktäkt, malning)
- Orsa (kalktäkt. malning)
- Uddagården, norr om Falköping (kalktäkt, malning)

## Produktionsställen i Estland
- Kurevere (dolomittäkt)
- Rakke/Karinu (kalktäkt, kalkugn, malning)
- Vasalemma (kalktäkt, malning)

## Produktionsställen i Polen
- Miedzianka, nära Kielce (kalktäkt, malning)
- Slawno (kalktäkt, malning)
- Wolica (kalktäkt, malning)